# Ksienija Zadorina
Ksienija Iwanowna Zadorina (ros. Ксения Ивановна Задорина; ur. 2 marca 1987) – rosyjska lekkoatletka specjalizująca się w biegach sprinterskich.
Na arenie międzynarodowej zadebiutowała w 2005 roku zdobywając indywidualnie srebro oraz złoto w biegu rozstawnym podczas mistrzostw Europy juniorów. Rok później startowała w juniorskiego czempionatu globu zajmując czwarte miejsce w biegu na 400 metrów oraz piąte w sztafecie. Kolejne sukcesy odniosła w 2007 zdobywając dwa medale młodzieżowych mistrzostw Europy i dwa uniwersjady. W 2009 ponownie dwukrotnie stała na podium podczas kolejnej edycji młodzieżowego czempionatu Europy. Była członkinią sztafety – pobiegała w eliminacjach – która w 2010 wygrała mistrzostwa Europy. Zdobyła brązowy medal halowego czempionatu Starego Kontynentu w biegu na 400 metrów oraz złoto w sztafecie (2011). Na mistrzostwach Europy w 2012 zdobyła srebrny medal. 
Stawała na podium mistrzostw Rosji oraz reprezentowała kraj w drużynowych mistrzostwach Europy.
Rekordy życiowe w biegu na 400 metrów: stadion – 50,55 (24 lipca 2013, Moskwa); hala – 51,38 (17 lutego 2011, Moskwa).

## Osiągnięcia
| Rok  | Impreza                                 | Miejsce    | Konkurencja        | Pozycja    | Wynik         |
| ---- | --------------------------------------- | ---------- | ------------------ | ---------- | ------------- |
| 2005 | Mistrzostwa Europy juniorów             | Kowno      | bieg na 400 m      | 2. miejsce | 53,39         |
| 2005 | Mistrzostwa Europy juniorów             | Kowno      | sztafeta 4 x 400 m | 1. miejsce | 3:32,63       |
| 2006 | Mistrzostwa świata juniorów             | Pekin      | bieg na 400 m      | 4. miejsce | 51,99         |
| 2006 | Mistrzostwa świata juniorów             | Pekin      | sztafeta 4 × 400 m | 5. miejsce | 3:33,21       |
| 2007 | Młodzieżowe mistrzostwa Europy          | Debreczyn  | bieg na 400 m      | 3. miejsce | 51,78         |
| 2007 | Młodzieżowe mistrzostwa Europy          | Debreczyn  | sztafeta 4 × 400 m | 1. miejsce | 3:26,58       |
| 2007 | Uniwersjada                             | Bangkok    | bieg na 400 m      | 3. miejsce | 51,89         |
| 2007 | Uniwersjada                             | Bangkok    | sztafeta 4 × 400 m | 2. miejsce | 3:30,49       |
| 2009 | Młodzieżowe mistrzostwa Europy          | Kowno      | bieg na 400 m      | 2. miejsce | 51,76         |
| 2009 | Młodzieżowe mistrzostwa Europy          | Kowno      | sztafeta 4 × 400 m | 1. miejsce | 3:27,59       |
| 2010 | Superliga drużynowych mistrzostw Europy | Bergen     | sztafeta 4 × 400 m | 1. miejsce | 3:23,76       |
| 2010 | Mistrzostwa Europy                      | Barcelona  | sztafeta 4 × 400 m | 1. miejsce | 3:26,89 (el.) |
| 2011 | Halowe mistrzostwa Europy               | Paryż      | bieg na 400 m      | 3. miejsce | 52,03         |
| 2011 | Halowe mistrzostwa Europy               | Paryż      | sztafeta 4 × 400 m | 1. miejsce | 3:29,24       |
| 2011 | Superliga drużynowych mistrzostw Europy | Sztokholm  | sztafeta 4 × 400 m | 1. miejsce | 3:27,17       |
| 2011 | Mistrzostwa świata                      | Daegu      | sztafeta 4 x 400 m | DSQ        | 3:19,36       |
| 2012 | Mistrzostwa Europy                      | Helsinki   | bieg na 400 m      | 2. miejsce | 51,26         |
| 2013 | Superliga drużynowych mistrzostw Europy | Gateshead  | bieg na 400 m      | 2. miejsce | 51,07         |
| 2014 | Mistrzostwa Europy                      | Zurych     | bieg na 400 m      | półfinał   | DNS           |
| 2015 | Superliga drużynowych mistrzostw Europy | Czeboksary | sztafeta 4 × 400 m | 1. miejsce | 3:24,98       |
| 2015 | Mistrzostwa świata                      | Pekin      | sztafeta 4 × 400 m | 4. miejsce | 3:24,84       |